# Mona Muscă
Mona Muscă, née Monica Octavia Partenie le 4 mai 1949 à Turda dans le județ de Cluj est une femme politique roumaine.

## Carrière professionnelle et politique
Après ses études de lettres à l'université de Timișoara (1967-1972), elle enseigne la langue et la littérature roumaine à l'école générale de Gurba dans le județ d'Arad (1972-1976). Après trois ans d'enseignement, elle devient assistante universitaire à l'université de Timișoara (1975-1982) puis chercheuse scientifique à l'institut de linguistique Iorgu Iordan à l'Académie roumaine (1982-1996).
Elle commence sa carrière politique tout de suite après la révolution roumaine de 1989, d'abord au sein de l'Alliance civique puis à partir de 1995 au sein du Parti national libéral (PNL). Elle en est exclue en 2006 à la suite de la révélation de sa participation à la Securitate durant la dictature communiste.
Elle est députée du județ de Caraș-Severin durant deux mandats (1996-2000 et 2000-2004), vice-présidente du PNL depuis 2001, et députée de Bucarest depuis 2004.

## Scandale sur sa participation à la Securitate
En 1977 lorsqu'elle fut assistante au cours de préparation à la langue roumaine pour les étudiants étrangers (en majorité grecs), elle s'engage à informer la Securitate d'activités ou de déclaration critiques envers le régime de la part de ces étudiants.
En juillet 2006, le président du PNL, Călin Popescu-Tăriceanu déclare vouloir vérifier si les cadres du parti ont collaboré avec la Securitate. La participation de Mona Muscă est d'abord une rumeur qu'elle dément. Le 12 août Mona Muscă remet à la presse son dossier qui confirme ses activités.
À la suite de ces révélations, le parti décide d'exclure Mona Muscă et Ioan Ghișe, un autre membre éclaboussé par l'affaire. Mona Muscă déclare qu'elle reste libérale et veut passer par-dessus cet événement.